# Peace and Love
Peace and Love — четвёртый студийный альбом англо-ирландской группы The Pogues, изданный в 1989 году.

## Об альбоме
Альбом продолжает отход группы от традиционной ирландской музыки, всё сильнее заметно влияние джаза. Кроме того, Peace and Love во многом вдохновлён Лондоном, а не Дублином, из которого The Pogues обычно черпали вдохновение. Марк Деминг из Allmusic отмечает, что альбом «не так хорош, как два его предшественника», но нет сомнения в том, что «Макгоуэн едва ли не единственный талантливый автор песен в группе». Альбом посвящён памяти жертв трагедии на Хиллсборо.

## Список композиций
Оригинальная долгоиграющая пластинка
| №   | Название                       | Автор(ы)                 | Длительность |
| --- | ------------------------------ | ------------------------ | ------------ |
| 1.  | «Gridlock»                     | Джем Финер, Эндрю Ранкен | 3:33         |
| 2.  | «White City»                   | МакГован                 | 2:31         |
| 3.  | «Young Ned Of The Hill»        | Терри Вудс, Рон Кавана   | 2:45         |
| 4.  | «Misty Morning, Albert Bridge» | Финер                    | 3:01         |
| 5.  | «Cotton Fields»                | МакГован                 | 2:51         |
| 6.  | «Blue Heaven»                  | Фил Чеврон, Дэррил Хант  | 3:36         |
| 7.  | «Down All The Days»            | МакГован                 | 3:45         |
| 8.  | «USA»                          | МакГован                 | 4:52         |
| 9.  | «Lorelei»                      | Шеврон                   | 3:33         |
| 10. | «Gartloney Rats»               | Вудс                     | 2:32         |
| 11. | «Boat Train»                   | МакГован                 | 2:40         |
| 12. | «Tombstone»                    | Финер                    | 2:57         |
| 13. | «Night Train to Lorca»         | Финер                    | 3:29         |
| 14. | «London You're A Lady»         | МакГован                 | 2:56         |

В переиздании 2005 года были добавлены 6 песен
| №  | Название                   | Автор(ы)                 | Длительность |
| -- | -------------------------- | ------------------------ | ------------ |
| 1. | «Star of the County Down»  | Народная                 | 2:33         |
| 2. | «The Limerick Rake»        | Народная                 | 3:12         |
| 3. | «Train of Love»            | Финер                    | 3:08         |
| 4. | «Everyman Is a King»       | Вудс, Кавана             | 3:54         |
| 5. | «Yeah Yeah Yeah Yeah Yeah» | МакГован                 | 3:19         |
| 6. | «Honky Tonk Women»         | Мик Джаггер, Кит Ричардс | 2:55         |

## Участники записи
- Шейн Макгоуэн — вокал
- Джем Финер — банджо
- Спайдер Стэйси — вистл
- Джеймс Фирнли — аккордеон
- Эндрю Ранкен — барабаны
- Терри Вудс — лира, мандолина
- Фил Шеврон — гитара
- Дэррил Хант — бас-гитара